# George Barlow, I baronetto
George Barlow, I baronetto (20 gennaio 1763 – Farnham, 18 dicembre 1846), è stato un diplomatico e politico britannico.
Fu governatore generale provvisorio dell'India dal 1805 al 1807.

## Biografia
Venne impiegato nel servizio coloniale in Bengala a partire dal 1778.
Quando Charles Cornwallis, I marchese Cornwallis morì nel 1805, sir George Barlow venne nominato governatore generale provvisorio. La sua innata passione per le materie economiche e la sua fissazione per la riduzione della spesa pubblica, lo portarono (unico governatore generale nella storia indiana) a diminuire l'area del territorio coloniale britannico; oltre a questo, la sua nomina venne rifiutata dal governo britannico e pertanto venne nominato quale successore di Cornwallis lord Minto. Successivamente, Barlow venne creato governatore di Madras, dove nel 1809 dovette sedare un ammutinamento degli ufficiali in servizio presso l'Armata di Madras, simile a quello accaduto all'epoca di Clive. La causa principale di questo ammutinamento era lo scontento generale per l'abolizione di alcuni contratti per l'acquisizione di un nuovo equipaggiamento per gli ufficiali. Nel 1812 venne richiamato in patria e visse in ritiro a Farnham, nel Surrey, sino alla sua morte nel dicembre del 1846.
Venne creato baronetto nel 1803. Nell'ottobre del 1806 venne nominato compagno dell'Ordine del Bagno, elevato poi nel 1815 al rango di Gran Croce.
Nel 1828 si portò a compiere un tour in Italia ed a Roma conobbe lo scultore danese Bertel Thorvaldsen che realizzò per lui un busto nella primavera di quell'anno.

## Matrimonio e figli
Sposò Elizabeth, figlia di Burton Smith, a Calcutta il 16 aprile 1789 e la coppia ebbe insieme quindici figli. Nel 1815 scoprì che il padre di uno di questi era in realtà George Pratt Barlow, un giovane lavorante che aveva ammesso alla sua casa in India nel 1803. Il matrimonio venne disciolto con un Act of Parliament nel 1816.